# Papito
Papito è l'undicesimo album di studio (senza contare né le innumerevoli raccolte, né l'opera interattiva "Velvetina") registrato dal cantante spagnolo Miguel Bosé, per celebrare il trentennale della sua carriera musicale, e pubblicato, nella primavera del 2007 (il 20 marzo in Spagna, e l'11 maggio in Italia), dalla Carosello, con distribuzione del colosso Warner Music. Il disco è una raccolta dei brani più noti di Bosé, tutti in versione spagnola, re-interpretati in duetto con moltissimi artisti, per lo più appartenenti all'universo musicale latino, tra cui Shakira, Juanes, Ricky Martin, Laura Pausini, Paulina Rubio, Julieta Venegas, Ivete Sangalo e la leggenda italiana Mina; al lavoro hanno preso parte anche il frontman dei R.E.M., Michael Stipe, e la cantante israeliana Noa. Il disco rappresenta l'operazione discografica più imponente mai realizzata in Spagna, mentre in Italia rompe con successo un silenzio durato ufficialmente circa 10 anni (durante i quali circolano soltanto raccolte di vario tipo, dischi d'importazione e qualche singolo sparso). L'ultimo album di inediti pubblicato da Miguel nella penisola italiana, "Labirinto", è infatti del 1996, mentre una terza raccolta di successi, espressamente confezionata per il mercato italiano, risale al 1999, intitolata "Best of Miguel Bosé", con due inediti: una versione in italiano di Este Mundo Va ("Questo Mondo Va") e una di Hacer Por Hacer ("Un Momento Per Me"). Da Papito, sono stati tratti finora tre singoli internazionali: Nena con Paulina Rubio, Si tú no vuelves con Shakira e Morenamía con Julieta Venegas. In Italia, è uscito invece Agua y sal, versione spagnola del brano originariamente portato al successo da Mina e Adriano Celentano, magistralmente re-interpretato da Miguel Bosé con Mina. Il titolo Papito deriva da un soprannome sudamericano, come ha spiegato l'artista stesso, consapevole di essere stato un punto di riferimento per tanti artisti che l'hanno ascoltato durante la loro giovinezza: "mi chiamano così i miei amici".

## Versioni
Esistono tre versioni di Papito: una prima versione, in un unico CD, con 15 tracce; una seconda versione, sempre in un unico CD, contenente però 16 tracce (14 + 2 bonus: è il caso, per esempio, della versione italiana); e infine una terza versione, in 2 CDs, contenente, invece, 30 tracce in totale.
Le due versioni singole contengono brani originariamente interpretati da Miguel Bosé in lingua spagnola e qui re-interpretati in duetti espressamente realizzati per il disco; la versione doppia include anche un secondo CD, con brani già presentati da Miguel in passato, sempre in duetto con altri artisti. Le due bonus tracks dell'edizione singola con 16 tracce, pubblicata soltanto in alcuni paesi, tra cui appunto l'Italia, sono tratte dal secondo CD dell'edizione doppia ed inserite in chiusura dell'album singolo (si tratta di Agua y sal, interpretata con Mina, del 2006, e di La vida es bella, in duetto con l'artista israeliana Noa, del 2003). Questa edizione a 16 tracce esclude però il duetto con Sasha Sokol, intitolato No encuentro un momento, presente sia nell'edizione a 15 tracce che nell'edizione doppia. Il secondo disco dell'edizione doppia, dedicato per lo più a brani non inseriti in nessun album dell'artista, da lui cantati con altri interpreti nel corso degli anni, comprende anche (oltre a Corazones che figurava nel doppio live con Ana Torroja, "GiraDos en concierto", del 1998) le due tracce Manos vacías e Hojas secas, appartenenti al repertorio personale di Miguel Bosé, originariamente incluse nel suo album, "Los chicos no lloran", del 1990, dal quale sono state attinte in totale quattro tracce (le altre due sono la title track e il brano che apriva il long-playing, Bambú).

## Numeri
Oltre ai testi e alle splendide illustrazioni, che riprendono, singolarmente, i piccoli tatuaggi virtuali che, nel complesso, adornano le spalle di Miguel in copertina, il libretto allegato al CD, tra i dettagliatissimi credits in cui vengono elencati tutti i musicisti e i collaboratori che hanno preso parte al lavoro, contiene anche una pagina (la penultima) interamente dedicata ai «numeri» dell'album.

## Tracce

### Edizione a 15 tracce
L'edizione singola a 15 tracce di Papito include i seguenti brani:
1. “Morena Mía” con Julieta Venegas
2. “Si tú no vuelves” con Shakira
3. “Bambú” con Ricky Martin
4. “Nada particular” con Juanes
5. “Amante bandido” con Alaska
6. “Sevilla” con Amaia Montero de La Oreja de Van Gogh
7. “Nena” con Paulina Rubio
8. “Te amaré” con Laura Pausini
9. “Los chicos no lloran” con David Summers
10. “Como un lobo” con Bimba Bosé
11. “Olvídame tú” con Ivete Sangalo
12. “Este mundo va” con Leonor Watling
13. “No encuentro un momento” con Sasha Sokol
14. “Hay días” con Alejandro Sanz
15. “Lo que hay es lo que ves” con Michael Stipe

### Edizione doppia
L'edizione doppia di Papito include i brani di cui sopra, e inoltre:
1. “Cada día” con Hotel Persona
2. “Agua y sal” con Mina
3. “El sitio de mi recreo” con Antonio Vega
4. “Carla” con David Ascanio
5. “Habana” con Alejandro Fernández
6. “Donde slcance el sol” con Pedro Andrea
7. “Si puedo volverte a ver” con Benny Ibarra
8. “Corazones” con Ana Torroja
9. “La vida es bella” con Noa
10. “Mía” con Armando Manzanero
11. “Encadenados” con Chavela Vargas
12. “Hojas secas” con Mikel Erentxun
13. “Manos vacías” con Rafa Sánchez
14. “Si todos fuesen iguales a ti” con Rosa Leon
15. “El verano más triste” con Carlos Berlanga

### Edizione a 16 tracce (14 + 2 bonus track)
L'edizione singola a 16 tracce (14 + 2 bonus track) di Papito include i seguenti brani:
1. “Morena Mía” con Julieta Venegas
2. “Si tú no vuelves” con Shakira
3. “Bambú” con Ricky Martin
4. “Nada particular” con Juanes
5. “Amante bandido” con Alaska
6. “Sevilla” con Amaia Montero de La Oreja de Van Gogh
7. “Nena” con Paulina Rubio
8. “Te amaré” con Laura Pausini
9. “Los chicos no lloran” con David Summers
10. “Como un lobo” con Bimba Bose
11. “Olvídame tú” con Ivete Sangalo
12. “Este mundo va” con Leonor Watling
13. “Hay días” con Alejandro Sanz
14. “Lo que hay es lo que ves” con Michael Stipe
15. “Agua y sal” con Mina (bonus track)
16. “La vida es bella” con Noa (bonus track)

## Classifiche
| Classifica (2007)            | Posizione massima |
| ---------------------------- | ----------------- |
| Argentina                    | 10                |
| Italia                       | 1                 |
| Messico                      | 1                 |
| Spagna                       | 1                 |
| Stati Uniti Latin Pop Albums | 4                 |

## Sito ufficiale
- Papito, su miguelboseonline.net.